# French River (Ontario)
French River (offiziell Municipality of French River) ist eine Flächengemeinde im Zentrum der kanadischen Provinz Ontario. Die Gemeinde liegt im Sudbury District und hat den Status einer Single Tier (einstufigen Gemeinde).
Innerhalb der Gemeinde gibt es mit den Ortsteilen Alban, Monetville, Noëlville und North Monetville mehrere Siedlungsschwerpunkte, wobei Alban der größte Siedlungsschwerpunkt und Noëlville Sitz der Gemeindeverwaltung ist.

## Lage
French River liegt am Übergang vom südöstlichen Teil der Provinz zum nordwestlichen Teil, nordöstlich der Georgian Bay des Huronsees. Die Gemeinde grenzt nach Süden an den namensgebenden Fluss French River und den French River Provincial Park. Im Nordosten der Gemeinde liegt ein Teil des Mashkinonje Provincial Park. Im Osten erreichen einzelne Ausläufer des Lake Nipissing das Gemeindegebiet. French River liegt etwa 65 Kilometer Luftlinie südöstlich von Greater Sudbury bzw. etwa 280 Kilometer Luftlinie nördlich von Toronto.

## Bevölkerung
Der Zensus im Jahr 2016 ergab für die Gemeinde eine Bevölkerungszahl von 2662 Einwohnern, nachdem der Zensus im Jahr 2011 für die Gemeinde noch eine Bevölkerungszahl von nur 2442 Einwohnern ergeben hatte. Die Bevölkerung hat damit im Vergleich zum letzten Zensus im Jahr 2011 deutlich um 9,0 % zugenommen, während der Provinzdurchschnitt bei einer Bevölkerungszunahme von nur 4,6 % lag. Im Zensuszeitraum von 2006 bis 2011 hatte die Einwohnerzahl in der Gemeinde noch deutlich um 8,2 % abgenommen hatte, während die Gesamtbevölkerung in der Provinz gleichzeitig um 5,7 % zunahm.

## Sprache
In der Gemeinde lebt eine große Anzahl von Franko-Ontariern. Bei offiziellen Befragungen im Rahmen des Zensus 2016 gaben etwa 45 % der Einwohner an Französisch als Muttersprache oder Umgangssprache zu verwenden. French River gehört damit zu den Gemeinden in der Provinz mit einem hohen Anteil an französischsprachigen Einwohnern. Auf Grund der Anzahl der französischsprachigen Einwohner gilt in der Gemeinde der „French Language Services Act“. Obwohl Ontario offiziell nicht zweisprachig ist, sind nach diesem Sprachgesetz die Provinzbehörden verpflichtet, ihre Dienstleistungen in bestimmten Gebieten auch in französischer Sprache anzubieten. Die Gemeinde selber gehört auch der Association française des municipalités d’Ontario (AFMO) an und fördert die französische Sprachnutzung ebenfalls auf Gemeindeebene.

## Verkehr
French River wird im Südwesten durch den King’s Highway 69 in Nord-Süd-Richtung passiert. Weiterhin wird die Gemeinde durch den King’s Highway 64 sowie die regionalen Highways 528 und 535 erschlossen. Außerdem durchquert eine Eisenbahnstrecke der Canadian Pacific Railway die Gemeinde. Durch die Ontario Northland Transportation Commission werden Busverbindungen mit verschiedenen anderen Orte angeboten.